# Ян Осінський
Ян Казімєж Осінський пол. Jan Kazimierz Osiński; 24 березня 1975 — 10 квітня 2010) — польський ксьондз, капелан Ординаріату війська польського, магістр теології, магістр канонічного права, віцеканцлер Польової курії Війська польського, Секретар військового єпископа Тадеуша Плоського, головний капелан пожежної охорони та залізничної гвардії і капелан охорони залізниць у Варшаві, підполковник польської армії.
Освіту здобув в Університеті кардинала Стефана Вишинського.
Загинув в авіакатастрофі під Смоленськом.

## Нагороди
- Лицарський хрест ордену відродження Польщі;
- Бронзова медаль «За заслуги при захисті країни»[pl];
- Срібна медаль медаль «За заслуги при захисті країни»[pl];
- Бронзова медаль «Збройних Сили на службі Батьківщини»[ru];
- Летунський Хрест Заслуги[pl];
- Заслужений Варшави[pl].